# Walkartpark
Het Walkartpark is een park aan het begin van de Slotlaan in Zeist. Het park van ruim 2 ha. werd in late landschapsstijl aangelegd naar een ontwerp uit 1904 van Hendrik Copijn. Het terrein wordt begrensd door de Slotlaan, de Kerkweg, de 1e Hogeweg en het nieuwe Gemeentehuis aan de 1e Dorpsstraat. In 1999 werd het Walkartpark aangewezen als beschermd rijksmonument. 
De buitenplaats werd in 1824 aangekocht als zomerverblijf voor de Amsterdamse rentenier Godfried Leonard Walkart. Na diens overlijden in 1856 breidden zijn drie dochters de buitenplaats gestaag uit. In 1876-1877 lieten zij het Overbosch aanleggen, het huidige Walkartpark. In het park stonden een neogotisch schijnkapelletje en een duifhuis. De schijnkapel staat tegenwoordig in de achtertuin van Woudenbergseweg 34 te Zeist. In 1885 werd het park uitgebreid met de overplaats van het buiten Middenhoeve. In de overplaats stond tot 1939 een oranjerie. In 1904 schonk de laatste telg uit het geslacht Walkart het overbos aan de gemeente Zeist. Voorwaarde hierbij was dat het een openbaar park zou worden en blijven. Het totale Walkartbezit bedroeg in die tijd meer dan vijf hectare. In 1904 gaf de gemeente Zeist aan tuinarchitect Hendrik Copijn de opdracht tot de aanleg van een openbaar wandelpark. 
Copijn handhaafde de oude boompartijen, maakte een open ruimte met doorzichten en een sterke reliëfwerking. De bestaande vijver kreeg een onregelmatige vorm in landschapsstijl. Tevens creëerde Copijn beslotenheid door het plaatsen van grondwallen met zware beplanting langs de randen van het park. De hoge wal bij de Donkerelaan werd afgegraven. Aangeplante hulsthaagjes langs de Kerkweg en de Donkerelaan vervingen de eerdere hekken. De grondwal aan de Kerkweg bestaat nog, de wal aan de zijde  van de Slotlaan is verdwenen. Op 24 mei 1905 vond de opening plaats. In het kader van de werkverschaffing werden in 1938-1940 de wal langs de Slotlaan afgegraven en het pad verhoogd. Door het weghalen van de orangerie ontstond een zichtas. 
Van de muziektent uit die tijd resteren nog de bakstenen muurtjes. In 1951 werd het Monument der Gevallenen in het park geplaatst. Daarvoor moest de padenstructuur achter het monument enigszins worden aangepast.  Jaren lang (1957-2007) heeft er in de zomer een poffertjeskraam gestaan (Mullens). Voor de inwoners van Zeist was het Walkartpark en poffertjes dan ook onlosmakend met elkaar verbonden. Sinds 2020 staat er weer een Foodtruck met poffertjes op woensdag en zaterdag. De laatste decennia van de twintigste eeuw is beplanting vervangen en werd de padenstructuur en de vorm van de vijver en de koppen van het park gewijzigd. De oorspronkelijke voorzieningen en decoratieve bouwsels verdwenen uit het park.